# 手倉森誠
手倉森 誠（てぐらもり まこと、1967年11月14日 - ）は、青森県五戸町出身の元サッカー選手、サッカー指導者（JFA Proライセンス所持）。手倉森浩は双子の弟にあたる。

## 来歴

### 現役時代
青森県立五戸高等学校3年時、第64回全国高等学校サッカー選手権大会に出場しベスト8に進出。卒業後、日本サッカーリーグ2部の住友金属に入団。1986年にユース日本代表に選出され、AFCユース選手権1986 (予選)に出場した。なお、住友金属（1992年にプロ化して鹿島アントラーズ）には1992年まで在籍した。
住友金属時代はパチンコなどギャンブルに明け暮れていたといい、酷い時にはパチンコ店に手倉森を探しに来たジーコの目から逃れるため、パチンコ台の下に隠れたこともある。鹿島から戦力外通告を受けた1992年暮れには、やけになって中山競馬場に足を運び、全財産を2日で使いきってしまった（金額については600万円とも1200万円ともされている）。結果として無一文となったが、翌1993年にNEC山形サッカー部（現：モンテディオ山形）から声がかかり移籍。手倉森はこのことを教訓に、以後ギャンブルはきっぱり止めた。

### 指導者時代
1995年に引退。当時、山形の監督だった石崎信弘に勧められ同年指導者となり、モンテディオ山形や大分トリニータのコーチを歴任した。
2004年からベガルタ仙台のコーチとなる。2007年よりヘッドコーチを歴任。また同年より手倉森浩が仙台のスタッフに加わった。
2008年、望月達也の監督辞任を受け、監督に就任。監督就任当初からAFCチャンピオンズリーグ（ACL）の出場を目標に掲げる。この年のJ2リーグ戦で3位の成績を残し、J1・J2入れ替え戦に出場するもジュビロ磐田に1分1敗と負け越し、J1昇格はならなかった。
2009年、J2リーグ優勝を果たしチームを7シーズンぶりのJ1復帰に導く。また、天皇杯ではチーム最高となるベスト4の成績を収めた。
J1復帰1年目の2010年は14戦連続無勝利（5分9敗）を喫するなど苦戦を強いられたが、最終的には14位でJ1に残留。
2011年は東日本大震災に伴う約1ヵ月半の中断期間があったが、開幕から12戦連続不敗（6勝6分）を記録。最後はチーム最高となる4位でシーズンを終えた。
2012年は前年を上回る2位の成績を収め、自身が目標としていたチーム初のACL出場権獲得を果たした。
2013年10月10日、翌2014年より2016年夏季オリンピックリオデジャネイロ大会（以下「リオ五輪」）出場を目指すU-21（21歳以下）日本代表監督に就任することを発表。これに伴い、2013年シーズン終了をもって仙台監督を退任した。
2014年1月2日、U-21日本代表監督就任（契約期間は2016年8月31日まで）。就任早々、AFC U-22アジアカップ2013に臨んだが、ベスト8で敗退した。また、6月8日のJ3第15節FC琉球戦から11月23日の第33節ブラウブリッツ秋田戦まで、Jリーグ・アンダー22選抜のコーチとして登録された。同年8月から2015年10月までは、日本代表コーチを兼任した。
2016年、リオ五輪最終予選を兼ねたAFC U-23選手権2016では4-4-2をベースに戦った。ベストメンバーを作らずに毎試合違うメンバーで挑み、グループリーグから5戦全勝で決勝に進出（この時点でリオ五輪出場権を獲得）。決勝の韓国戦では0-2とリードされていたが、浅野拓磨の投入が当たり3-2で逆転勝ちし、優勝を飾った。8月のリオ五輪は、事前合宿での連携構築が不十分なまま臨んだこともあり グループリーグ初戦のナイジェリア戦では堅守構築に至らず、第2戦のコロンビア戦では勝負どころの見極めに失敗。第3戦のスウェーデン戦には勝利したものの、1勝1分1敗（勝ち点4）の3位で決勝トーナメント進出は果たせなかった。同五輪終了を以って、チーム解散。それに伴い、五輪代表監督を退任。大会後、手倉森はオーバーエイジの人選について五輪かワールドカップ経験者が必要と振り返った。
2016年9月15日、日本サッカー協会は手倉森誠の日本代表コーチ再任を決定。日本サッカー協会との契約満了に伴い、2018年8月末でコーチを退任。
2018年12月4日、 V・ファーレン長崎の監督に就任。2019年8月15日、同月10日のFC琉球戦で審判に対する侮辱する言動があったとしてJリーグより2試合のベンチ入り停止処分と発表された。2020年12月18日、長崎の監督を退任した。
2020年12月29日、ベガルタ仙台監督就任を発表。8シーズンぶりの復帰を果たすが、開幕早々からチームは低迷し、11月20日に2試合を残しJ2降格が決定。3日後の同23日、クラブ側と協議を行い、同22日をもって監督退任が決定したと発表。退任後もフロントスタッフとしてクラブに留まり、チームの強化、育成のサポートを担当。
2022年1月27日、タイ・リーグ1所属のBGパトゥム・ユナイテッドFC監督就任内定を発表。それに伴い、仙台との契約は同年2月28日をもって終了となった。タイ・スーパーカップではブリーラム・ユナイテッドFCを下してタイトルを獲得、AFCチャンピオンズリーグ2022ではクラブ初のベスト8にまで導いたものの、リーグ戦では負傷者が相次いだこともあって成績が上がらず、10月24日にクラブが契約解除を発表した。
2023年5月、タイ・リーグ1のチョンブリーFCが監督に招聘したことを明らかにした。2023-24シーズンからの就任となる。
2025年2月17日、ベトナムのハノイFC監督に就任。7月11日、ハノイFCとの契約を更新し2025-26シーズンも続投することになった。

## 人物・エピソード
- 駄洒落好きとして知られ、囲み取材や試合後の監督会見ではコメントに駄洒落を織り交ぜる事がある。先輩の原博実からも「試合後のダジャレに余裕がある」と評されている[24][25]。
- 1992年に鹿島を戦力外になった際、故郷の青森に帰り居酒屋でも開こうと考えた時期があった[26]。その後山形からオファーが届き現役続行を選んだため実現しなかった。
- 2011年3月11日の東日本大震災をベガルタ仙台のクラブハウス[27][28] 2階で被災した。天井が崩壊し、窓ガラスが割れ、家具も転倒する中を脱出した[29]。
- 写真写りがタレントのカンニング竹山に似ており、ネット上で話題となった[30]。竹山と親しい有吉弘行が、びしょぬれになった手倉森の写真を竹山と見間違えかけた[31][32]。ただサッカー関係者からは「実際には全然似てない」との声が多い[32]。
- リオ五輪アジア最終予選では、選手の入れ替えを頻繁に行う中、宿舎では積極的にコミュニケーションを取っていた。手倉森監督は「トーナメントに進んでからはミーティングルームをいつも開けて待っていた」と明かしている。[33]

## 所属クラブ
- 1983年 - 1985年 青森県立五戸高等学校[1]
- 1986年 - 1992年 住友金属/鹿島アントラーズ[1]
- 1993年 - 1995年 NEC山形[1]

## 個人成績
| 国内大会個人成績 | 国内大会個人成績 | 国内大会個人成績 | 国内大会個人成績 | 国内大会個人成績             | 国内大会個人成績          | 国内大会個人成績 | 国内大会個人成績 | 国内大会個人成績 | 国内大会個人成績 | 国内大会個人成績 | 国内大会個人成績 |
| 年度             | クラブ           | 背番号           | リーグ           | リーグ戦                     | リーグ戦                  | リーグ杯         | リーグ杯         | オープン杯       | オープン杯       | 期間通算         | 期間通算         |
| 年度             | クラブ           | 背番号           | リーグ           | 出場                         | 得点                      | 出場             | 得点             | 出場             | 得点             | 出場             | 得点             |
| 日本             | 日本             | 日本             | 日本             | リーグ戦                     | リーグ戦                  | JSL杯/ナビスコ杯 | JSL杯/ナビスコ杯 | 天皇杯           | 天皇杯           | 期間通算         | 期間通算         |
| ---------------- | ---------------- | ---------------- | ---------------- | ---------------------------- | ------------------------- | ---------------- | ---------------- | ---------------- | ---------------- | ---------------- | ---------------- |
| 1986             | 住金             |                  | JSL2部           |                              |                           |                  |                  |                  |                  |                  |                  |
| 1987-88          | 住金             | 28               | JSL1部           | 4                            | 0                         | 4                | 4                |                  |                  |                  |                  |
| 1988-89          | 住金             | 28               | JSL1部           | 11                           | 0                         | 2                | 2                |                  |                  |                  |                  |
| 1989-90          | 住金             | 8                | JSL2部           | 20                           | 3                         | 0                | 0                |                  |                  |                  |                  |
| 1990-91          | 住金             | 8                | JSL2部           | 9                            | 1                         | 1                | 0                |                  |                  |                  |                  |
| 1991-92          | 住金             | 8                | JSL2部           | 5                            | 0                         | 1                | 0                |                  |                  |                  |                  |
| 1992             | 鹿島             | -                | J                | -                            | -                         | 0                | 0                | 0                | 0                | 0                | 0                |
| 1993             | NEC山形          |                  | 東北             |                              |                           |                  |                  |                  |                  |                  |                  |
| 1994             | NEC山形          | 5                | JFL              | 25                           | 1                         |                  |                  |                  |                  |                  |                  |
| 1995             | NEC山形          | 8                | JFL              | 22                           | 2                         |                  |                  |                  |                  |                  |                  |
| 通算             | 日本             | 日本             | J                | -                            | -                         | 0                | 0                | 0                | 0                | 0                | 0                |
| 通算             | 日本             | 日本             | JSL1部           | 15                           | 0\|\|\|\|\|\|\|\|\|\|\|\| |                  |                  |                  |                  |                  |                  |
| 通算             | 日本             | 日本             | JSL2部           | \|\|\|\|\|\|\|\|\|\|\|\|\|\| |                           |                  |                  |                  |                  |                  |                  |
| 通算             | 日本             | 日本             | JFL              | 47                           | 3\|\|\|\|\|\|\|\|\|\|\|\| |                  |                  |                  |                  |                  |                  |
| 通算             | 日本             | 日本             | 東北             | \|\|\|\|\|\|\|\|\|\|\|\|\|\| |                           |                  |                  |                  |                  |                  |                  |
| 総通算           | 総通算           | 総通算           | 総通算           | \|\|\|\|\|\|\|\|\|\|\|\|\|\| |                           |                  |                  |                  |                  |                  |                  |

## 指導歴
- 1996年 - 2000年  モンテディオ山形 コーチ[1]
- 2001年 - 2003年  大分トリニータ
  - 2001年 フィジカルコーチ[1]
  - 2002年 - 2003年 ヘッドコーチ[1]
- 2004年 - 2013年  ベガルタ仙台
  - 2004年 - 2006年 コーチ[1]
  - 2007年 ヘッドコーチ[1]
  - 2008年 - 2013年 監督[1]
- 2014年 - 2016年  U-21/22/23日本代表 監督[1]
  - 2014年6月 - 同年11月 Jリーグ・U-22選抜 コーチ
- 2016年9月 - 2018年8月  日本代表
  - 2014年8月 - 2015年10月 コーチ (U-23日本代表監督と兼任)
  - 2016年9月 - 2018年8月 コーチ
- 2019年 - 2020年  V・ファーレン長崎 監督
- 2021年 - 同年11月  ベガルタ仙台 監督
- 2022年 - 同年10月  BGパトゥム・ユナイテッドFC 監督
- 2023年  チョンブリーFC 監督
- 2024年  BGパトゥム・ユナイテッドFC 監督
- 2025年 -  ハノイFC 監督

## 監督成績
| 年度   | 所属   | クラブ | リーグ戦 | リーグ戦 | リーグ戦 | リーグ戦 | リーグ戦 | リーグ戦 | カップ戦             | カップ戦  | 国際大会           |
| 年度   | 所属   | クラブ | 順位     | 試合     | 勝点     | 勝       | 分       | 敗       | Jリーグカップ        | 天皇杯    | ACL                |
| ------ | ------ | ------ | -------- | -------- | -------- | -------- | -------- | -------- | -------------------- | --------- | ------------------ |
| 2008   | J2     | 仙台   | 3位      | 42       | 70       | 18       | 16       | 8        | -                    | 4回戦敗退 | -                  |
| 2009   | J2     | 仙台   | 優勝     | 51       | 106      | 32       | 10       | 9        | -                    | ベスト4   | -                  |
| 2010   | J1     | 仙台   | 14位     | 34       | 39       | 10       | 9        | 15       | ベスト8              | 2回戦敗退 | -                  |
| 2011   | J1     | 仙台   | 4位      | 34       | 56       | 14       | 14       | 6        | 2回戦敗退            | ベスト16  | -                  |
| 2012   | J1     | 仙台   | 2位      | 34       | 57       | 15       | 12       | 7        | ベスト8              | 3回戦敗退 | -                  |
| 2013   | J1     | 仙台   | 13位     | 34       | 45       | 11       | 12       | 11       | ベスト8              | ベスト8   | グループリーグ敗退 |
| 2019   | J2     | 長崎   | 12位     | 42       | 56       | 17       | 5        | 20       | -                    | ベスト4   | -                  |
| 2020   | J2     | 長崎   | 3位      | 42       | 80       | 23       | 11       | 8        | -                    | -         | -                  |
| 2021   | J1     | 仙台   | 19位     | 36       | 27       | 5        | 12       | 19       | グループステージ敗退 | 2回戦敗退 | -                  |
| J1通算 | J1通算 | J1通算 | -        | 172      | 224      | 55       | 59       | 58       |                      |           |                    |
| J2通算 | J2通算 | J2通算 | -        | 177      | 312      | 90       | 42       | 45       |                      |           |                    |

## 代表歴
- 1986年  ユース日本代表
  - AFCユース選手権1986 (予選)[1]

## タイトル

### 監督時代
ベガルタ仙台
- J2リーグ：1回 (2009年)

U-23日本代表
- AFC U-23選手権：1回 (2016年)

### 個人
- アジア年間最優秀審査員特別賞（2016年）